# 알제리의 로마 가톨릭 교구 목록
알제리의 로마 가톨릭 교구는 1개 관구에 1개 관구장좌 대교구와 2개 일반교구 와 독립교구 1개가 있다

## 교구

### 알제이 관구(Province of Alger)
- 알제이 관구장좌 대교구( Archdiocese of Alger) 
  - 콩스탕틴 교구(Diocese of Constantine)
  - 오랑 교구( Diocese of Oran)

### 독립교구
- 라구아트 교구( Diocese of Laghouat)